# Sumatraanse bamboerat
De Sumatraanse bamboerat (Rhizomys sumatrensis) is een zoogdier uit de familie van de Spalacidae. De wetenschappelijke naam van de soort werd voor het eerst geldig gepubliceerd door Raffles in 1821.

## Kenmerken
Dit dier heeft een grijsbruin lichaam en een 8 cm lange staart. De lichaamslengte bedraagt 40 cm.

## Leefwijze
Dit bijterige en agressieve knaagdier graaft lange gangen vlak onder de grond in gebieden met veel struikgewas.

## Verspreiding en leefgebied
Deze soort komt voor in het zuidelijk deel van Azië in Sumatra en Malay Peninsula tot 4000 meter hoogte.